# Martin Andersen Nexø
 Der er flere personer med dette navn, se Martin Andersen (flertydig).
 Denne artikel omhandler forfatteren. For film om Martin Andersen Nexø, se Martin Andersen Nexø (flertydig).
Martin Andersen Nexø (født 26. juni 1869 på Christianshavn, død 1. juni 1954 i Dresden) var en dansk forfatter. 
Navnet Nexø blev føjet til hans efternavn fra den bornholmske by. Martin Andersen Nexø var en del af den kunstneriske stilperiode socialrealismen. Næst efter H.C. Andersen er han den danske forfatter der er oversat til flest sprog. Martin Andersen Nexø blev især meget populær i Østeuropa og Sovjetunionen, hvor hans bøger fik kanonisk status. I Danmark er han på den liste over forfattere som eleverne skal stifte bekendtskab med i gymnasiet og er på kulturkanonen indirekte repræsenteret i forbindelse med filmene Ditte Menneskebarn og Pelle Erobreren.
Hans barndomshjem i Nexø er i dag indrettet som museum. 
| - Portrætter af Martin Andersen Nexø - Som barn, 1880 - Fra tidsskriftet Hver 8. Dag, 1900 - Fra tidsskriftet Frem, 16. februar 1908, 11. årgang, nr. 20. - Nexø af maleren Waldemar Flaig, 1921 - Fra hebraisk udgave af Ditte Menneskebarn, Israel 1952 |

## Liv og levned
Martin Andersen Nexø blev født i den københavnske bydel Christianshavn i 1869. Hans far var stenhugger og moren datter af en smed. Der var 10 børn i familien og faren var alkoholiker, hvilket betød at han voksede op i stor fattigdom. Som otteårig flyttede han med sin familie til Bornholm. I 1889 blev han uddannet skomager i Rønne, hvor han desuden fik interesse for litteratur og kunst. Han fik kurser på bl.a. Bornholms Højskole og ved hjælp fra private samt statsstøtte også et ophold på Askov Højskole.
Som voksen boede han i Espergærde. Det var her, at han skrev Pelle Erobreren. Han flyttede sent i livet til Dresden, hvor han blev udnævnt til æresborger. Her blev blandt andet gymnasiet Martin Andersen Nexø Gymnasium, Dresden (en) opkaldt efter ham.
Martin Andersen Nexø er begravet på Assistens Kirkegård i København, afd. H-211/212.

## Forfatterskabet
Blandt hans hovedværker er Pelle Erobreren (1906-10) og Ditte Menneskebarn 1917-21, der begge beskriver stærk fattigdom og social uretfærdighed omkring 1900-tallet. Begge romaner blev filmatiseret. Filmen Pelle Erobreren, der dog kun dækker første bind af romanens fire bind, er instrueret af Bille August, og den fik en Oscar i 1989 som bedste udenlandske film. I perioden 1932-39 udgav han sine erindringer i fire bind: 1. Et lille Kræ, 2. Under aaben Himmel, 3. For Lud og koldt Vand og 4. Vejs Ende.

## Politisk holdning
Han var ikke blot forfatter, men også politisk aktiv, fra 1910 som socialdemokrat og siden 1918 som kommunist. Han var fra 1937 til sin død medlem af DKP's centralkomité. Hans forbillede var Sovjetunionen som han så som virkeliggørelsen af den socialistiske drøm. Historikeren Bent Jensen har i bogen Stalinismens fascination og danske venstreintellektuelle citeret ham således fra tidsskriftet Sovjet i Dag (juni 1936):
| “ | Revolutionen i Rusland er indledningen til en hel ny menneskehedens æra; ...Planøkonomiens sejr betyder et mægtigt kulturelt fremstød. Den vil blive udgangspunktet for en ny lysende epoke i menneskehedens udviklingshistorie... Skabelsen af Sovjetunionen er af den allerstørste historiske betydning; den har bragt menneskeheden over det døde punkt, reddet kulturen fra "balkanisering". Uden den bedrift, Sovjetunionen er, ville menneskeheden have været nødt til - kørt fast som den er - baglæns at æde sine kulturerhvervelser i sig igen, til hele verden var et Tredie Rige. | ” |

Ifølge Bent Jensen besvarede han i 1940 spørgsmålet "Hvorfor er jeg ven af Sovjetunionen", der var stillet i tidsskriftet Nyt Land, således:
| “ | Derfor elsker jeg denne nye verden, for alt det gode som får lov at gro dér og bliver kælet for i dette samfund - det første egentlige menneskesamfund ... Der er nok, man som menneske må holde af derovre, mens den gamle verden mer og mer udæsker til protest... | ” |

Martin Andersen Nexø er blevet kaldt naiv og delvist politisk blind. Han protesterede ikke over de såkaldte Moskvaprocesser i 1930'erne, selvom han var til stede i Moskva under den anden af disse skueprocesser i 1937. Her blev flere af Stalins politiske modstandere dømt til døden uden at almindelige retsstatslige principper blev overholdt. Andersen Nexø mente, at retssagen var blevet afviklet "menneskeligt" og med "absolut talefrihed" for de anklagede. Han var dog ikke alene om sit synspunkt, også den amerikanske ambassadør talte positivt om retssagen.

## Værker

### Romaner
- Skygger, 1898
- Det bødes der for, 1899
- En Moder, 1900
- Familien Franck, 1901
- Dryss, 1902
- Pelle Erobreren, 1906–10
- Ditte Menneskebarn, 1917–21
- Midt i en Jærntid, 1929
- Et Lille Kræ, 1932
- Morten hin Røde, 1945
- Den fortabte Generation, 1948
- Jeanette, 1957 (ufærdig)

### Noveller
- En lønningsdag, 1900
- Tyvetøs, 1901
- Kærlighedsbarnet, 1907
- Idioten!, 1909
- Den evige jøde, 1913
- Ulven og fårene, 1915
- Gårdsangeren, 1916
- Livsslaven, 1918
- Dybhavsfisken, 1918
- Dukken, 1918
- Murene, 1918
- Gulduret, 1918
- En Strandvasker, 1918
- Bølgen den blaa, 1918
- Når nøden er størst, 1926

Derudover også erindringer, digte, journalistik og rejsebøger, for eksempel Soldage og Mod Dagningen.

## Udmærkelser
- Æresborger: i Allensbach am Bodensee
- Æresmedlem af udenlandsk forening: Kulturbund, Berlin
- Æresmedlem af udenlandsk forening: The PEN Club, London
- Æresmedlem af den danske afdeling af PEN-klubben: Ærespræsident
- 1945 Æresmedlem af Dansk Forfatterforening
- 1945 Æresmedlem af udenlandsk forening: Den Norske Forfatterforening
- 1949 Æresdoktor: Leipzig Universitet
- 1949 Æresdoktor: Universitetet i Greifswald
- 1952 Æresbolig: en kreds af venner har købt Martin Andersen Nexøs hus i Søllerød, og vil indrette det til æresbolig for forfatteren
- 1953 Æresborger: i Dresden
- 1996 Æresborger i Nexø

Han har fået opkaldt flere veje og pladser efter sig i Tyskland og Danmark.
Tyskland
Martin-Andersen-Nexö-Straße i Magdeburg, Dresden, Erfurt, Sondershausen, Weimar, Ribnitz-Damgarten, Stralsund, Neustrelitz. Martin-Andersen-Nexö-Ring i Rostock og Martin-Andersen-Nexö-Platz i Greifswald.
DanmarkAndersen Nexø Vej i Nexø, Bornholms Regionskommune og i Søborg, Gladsaxe Kommune.

## Filmatiseringer
- 1946: Ditte menneskebarn – Instruktion: Bjarne Henning-Jensen
- 1958: Der Lotterieschwede – Instruktion: Joachim Kunert
- 1985: Pelle der Eroberer (TV serie) – Instruktion: Christian Steinke
- 1987: Pelle Erobreren – Instruktion: Bille August
- 1993: Dockpojken – Instruktion : Hilda Hellwigs